# Bob Baetens
Robert Frédérik Louis „Bob” Baetens (ur. 28 października 1930 w Antwerpii, zm. 19 października 2016) – belgijski wioślarz, srebrny medalista olimpijski.
Wystąpił na igrzyskach olimpijskich w Helsinkach w 1952 roku, gdzie wspólnie z Michelem Knuysenem zdobył srebrny medal w dwójkach bez sternika. W finale o 2,8 sekundy przegrali z osadą USA, a o 9,2 sekund wyprzedzili osadę Szwajcarii. Na rozgrywanych cztery lata później igrzyskach olimpijskich w Melbourne w tej samej konkurencji Belgowie odpadli w repasażach pierwszej rundy.
W dwójkach bez sternika zdobył ponadto złoto na mistrzostwach Europy w Mâcon (1951), srebro na mistrzostwach Europy w Kopenhadze (1953) i mistrzostwach Europy w Gandawie (1955) oraz brąz na mistrzostwach Europy w Bledzie (1956).
Po zakończeniu kariery był członkiem zarządu klubu ARV. Był też jednym z założycieli Belgijskiej Federacji Wioślarstwa.